# Laniocera
Laniocera is een geslacht van zangvogels uit de familie Cotingidae (Cotinga's).

## Soorten
Het geslacht kent de volgende soorten:
- Laniocera hypopyrra – Grauwe treurtiran
- Laniocera rufescens – Geelpluimtreurtiran